# 부아라이군
부아라이군은 나콘랏차시마주의 행정 구역이다. 이 지역의 총 인구 수는 2000년 기준으로 25061명이다. 인구 밀도는 188.3km2이다.

## 행정 구역
| 1. | Mueang Phalai | เมืองพะไล |  |
| 2. | Non Chan      | โนนจาน   |  |
| 3. | Bua Lai       | บัวลาย    |  |
| 4. | Nong Wa       | หนองหว้า  |  |